# Ernst Schneider (Erfinder)
Ernst Leo Schneider (* 18. Juni 1894 in Gaya, Mähren; † 1. Juni 1975 in Wien) war ein österreichischer Erfinder.

Ursprüngliches Funktionsprinzip des Voith-Schneider-Antriebs
Die blauen Dreiecke verdeutlichen die Antriebskräfte an den Schaufel in Fahrtrichtung (von unten nach oben)

Weiterentwickeltes Funktionsprinzip des Voith-Schneider-Antriebs mit Koppelgetriebe
Die blauen Dreiecke verdeutlichen die Antriebskräfte an den Schaufel in Fahrtrichtung (von unten nach oben)

Schneider studierte Maschinenbau in Wien. 1927 meldete er gemeinsam mit der Firma Voith in Sankt Pölten ein Patent an, den sogenannten Voith-Schneider-Propeller. Schneider ist der Erfinder dieses Schiffspropellers, der Antrieb und Ruder zugleich ist. Der Propeller erzeugt Schub durch ein Flügelrad, das senkrecht aus dem Schiffsboden ragt. Die Flügel sind verstellbar. Durch Änderung des Anstellwinkels lassen sich Schubstärke und Schubrichtung variieren.
1927/28 wurde das erste Versuchsboot mit Voith-Schneider-Propeller gebaut. Die hervorragende Manövrierfähigkeit – es konnte eine volle Wende in Bootslänge in 10 Sekunden ausführen – inspirierte die Namensgeber zu dem Namen ‚Torqueo‘ (lat.: Ich drehe mich). Das erste erfolgreiche VSP-Schiff war das 1931 in Betrieb genommene Bodenseeschiff ‚Kempten‘, der Antrieb ist heute im Verkehrshaus der Schweiz in Luzern zu sehen. Viele Hafenschlepper, Passagierschiffe auf Binnengewässern, Bohrkräne und Spezialschiffe verwenden heute diesen Antrieb.